# Музиль, Елена Николаевна
Елена Николаевна Музиль (1871, Москва — 1961, Москва) — русская актриса, театральный педагог, представитель династии Бороздиных — Музилей — Рыжовых.

## Биография
Поступила на драматические курсы при Малом театре вместе со своей сестрой Варварой. В 1893 году — закончила их и была принята в труппу. Ученица А. П. Ленского. Служила в Малом театре с 1893 по 1911 год. Исполняла роли амплуа инженю-драматик. Выступала, в частности, в роли Иоланты в драме Герца «Дочь короля Рене» (1893).

## Фильмография
- 1939 — Воздушная почта — няня
- 1939 — Истребители — бабушка Вари
- 1939 — Ленин в 1918 году — Евдокия Ивановна, помощница по хозяйству в семье Ленина
- 1939 — Ночь в сентябре — няня (не указана в титрах)
- 1940 — Тимур и его команда — хозяйка пропавшей козы (не указана в титрах)
- 1944 — Зоя — женщина на казни (не указана в титрах)
- 1945 — Это было в Донбассе — Паша, домработница Логинова (не указана в титрах)
- 1948 — Молодая гвардия, 1-я серия — старушка в сапожной мастерской (не указана в титрах)